# Alfonso Toribio Gutiérrez
Alfonso José Toribio Gutiérrez (Panes, Asturias, 7 de agosto de 1948) arquitecto asturiano, decano-presidente de su colegio profesional en la región y presidente de la asociación Tribuna Ciudadana de Oviedo.

## Biografía
Nació en la villa asturiana de Panes, en España, el 7 de agosto de 1948.
Licenciado en arquitectura por la Escuela Técnica Superior de Arquitectura de Madrid en 1976. Doctorado en Urbanismo y Planeamiento e Historia de la Arquitectura en 1986, y en Técnica y Tipo en la Arquitectura, en 1994. 
Sus trabajos profesionales más destacados han sido el Plan Especial del Casco Histórico de Llanes en 1987 junto con Francisco Pol Méndez, y las rehabilitaciones del Palacio de Valdés, en Lieres, del Casino de Llanes y de la Casa del Oso en Proaza. Ha realizado también el Centro de Interpretación del parque natural de Redes, el polideportivo de Llanes y múltiples oficinas e instalaciones comerciales. Colabora con diversos periódicos y medios de comunicación. En 1982 realizó el proyecto de Casa Consistorial del Ayuntamiento de Peñamellera Baja. Tiene su estudio en Oviedo, en Cabo Noval. En 2000 fue premiado por su proyecto para restaurar el centro de Quito.

## Tribuna Ciudadana
Fue miembro fundador de la asociación cultural ovetense Tribuna Ciudadana en 1980. Desde el año 1999, es el presidente de este colectivo.

## Colegio profesional
En el año 2010 se presentó a las elecciones a decano-presidente del Colegio Oficial de Arquitectos de Asturias. En la votación efectuada el día 31 de mayo, resultó elegido, por un plazo de tres años, con 223 votos, por 114 de su oponente, Felipe Díaz-Miranda Macías.